# رودريك تشادويك
رودريك تشادويك (بالإنجليزية: Roderick Chadwick)‏ هو عازف بيانو بريطاني، ولد في 1978 في مانشستر في المملكة المتحدة.

## وصلات خارجية
- رودريك تشادويك على موقع ميوزك برينز (الإنجليزية)
- رودريك تشادويك على موقع أول ميوزيك (الإنجليزية)
- رودريك تشادويك على موقع ديسكوغز (الإنجليزية)